# Weinmannia boliviensis
Weinmannia boliviensis, conocida comúnmente como huaycha o waycha (en quechua: huaych'a o waych'a), es una especie de árbol perennifolio de la familia Cunoniaceae, es endémica de sitios boscosos húmedos cordilleranos de Bolivia. Puede medir 20 m de altura y 6 dm de diámetro. Tronco recto, con corteza gris y fisurada, usada para extraer tanino.
Hojas compuestas opuestas, muy brillantes en el haz y verde glauco en el envés, imparipinnadas, coriáceas, entre cada foliolo hay alas triangulares dando a cada par un contorno romboide; tiene en la base de hojas 2 estípulas caedizas. Lámina de 2-8 x 2-4 cm, foliolos 0,6-1,6 x 0,6–1 cm, aserrados. Tiene hábito de crecimiento de follaje ralo y amplio.
Las flores hermafroditas, blancas y en racimos. El cáliz 4-5 sépalos, imbricados; corola compuesta 3-5 pétalos; androceo 8-10 estambres; gineceo de ovario súpero y 2 estilos de estigmas blancos.  

## Usos y cultivo
El tanino de su corteza se utiliza para curtir pieles. Las flores las usan las abejas introducidas de Europa para hacer miel. Su madera es dura.

## Taxonomía
Weinmannia boliviensis fue descrita por Robert Elias Fries y publicada en Arkiv för Botanik 8(8): 16, t. 11, en 1909.

#### Etimología
Ver: Weinmannia
boliviensis: epíteto geográfico que alude a su localización en Bolivia.